# Лісне (Железинський район)
Лісне́ (каз. Лесное) — село у складі Железинського району Павлодарської області Казахстану. Адміністративний центр Лісного сільського округу.
Населення — 463 особи (2021; 464 у 2009, 772 у 1999, 1237 у 1989).
Національний склад станом на 1989 рік:
- росіяни — 46 %;
- казахи — 32nbsp;%.